# Truyện ông lão đánh cá và con cá vàng

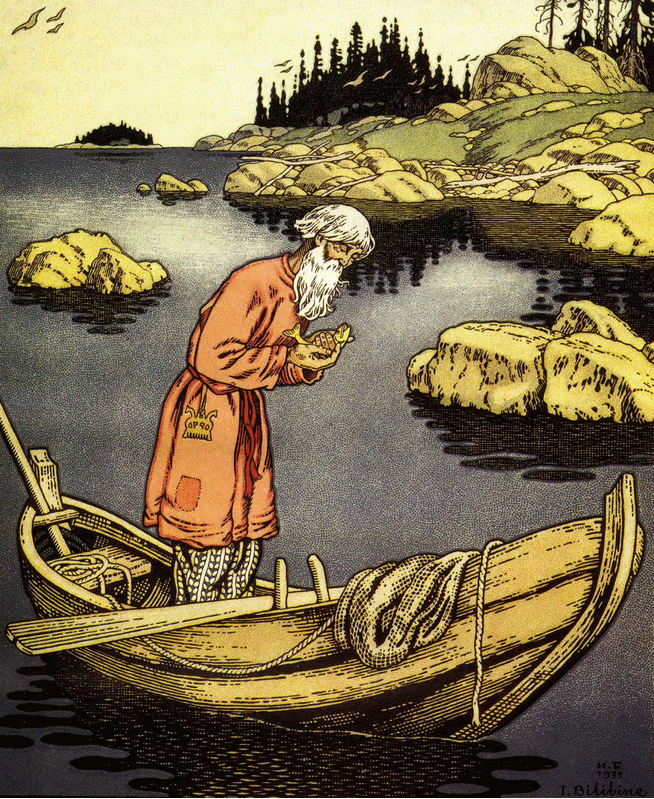
Ông lão đánh cá và con cá vàng - tranh của Ivan Bilibin

Truyện ông lão đánh cá và con cá vàng (tiếng Nga: Сказка о рыбаке и рыбке) là một sử thi của Aleksandr Sergeyevich Pushkin viết vào mùa thu năm 1833. Câu chuyện kể về một ông lão đánh cá bắt được một con cá vàng, nhưng con cá xin ông thả tự do cho nó, đổi lại, nó sẽ thực hiện bất kỳ điều ước nào của ông. Câu chuyện này được cho là tương tự với Ông lão đánh cá và mụ vợ của anh em nhà Grimm.

## Nội dung
Trong truyện, Pushkin kể về một ông già cao tuổi sống cùng người vợ trong một căn chòi tồi tàn. Hằng ngày, ông ra biển đánh cá. Sau ba ngày không bắt được thứ gì ngoại trừ rong biển và rác rưởi, đến một ngày, ông bắt được một con cá vàng - vốn là một con cá thần. Con cá xin ông thả tự do và hứa sẽ thực hiện một điều mà ông mong muốn. Tuy nhiên, ông già không mong muốn cho mình bất cứ điều gì và thả cho cá đi.
Khi trở về nhà, ông kể với vợ mình về chuyện con cá vàng. Bà ta tức giận khi chồng chẳng xin một thứ gì từ con cá và bắt ông ra biển xin con cá cho một cái máng lợn mới vì cái cũ đã vỡ. Cá vàng vui vẻ đáp ứng cho ông. Ngày hôm sau, bà vợ yêu cầu cho một căn nhà mới, và cá vàng cũng đáp ứng. Không dừng ở đó, bà vợ sai ông đi xin cá vàng cho bà trở thành nhất phẩm phu nhân và sau đó là nữ hoàng với cung điện, kẻ hầu người hạ. Khi được rồi, bà ta trở nên ngược đãi ông lão nhưng ông lão vẫn cố chịu đựng. Cao điểm, bà ta đòi trở thành vua của biển cả để điều khiển cả cá vàng. Lúc này, cá vàng nổi giận và thu hồi tất cả những gì đã thực hiện. Ông và bà vợ trở về hoàn cảnh nghèo khổ trước đó.

## Chuyển thể
Truyện đã được dàn dựng thành nhiều vở kịch, opera, phim truyện...